# Rafo Bogišić
Rafo (Rafael) Bogišić (Dubravka, Konavle, 2. ožujka 1925. - Zagreb, 4. listopada 2010.), hrvatski akademik, sveučilišni profesor, književni povjesničar i književnik.

## Životopis

### Rani život i Drugi svjetski rat
Rafo Bogišić rođen je u Dubravci, u Konavlima kraj Dubrovnika, 2. ožujka 1925. Nakon osnovne škole u rodnom mjestu klasičnu je gimnaziju polazio u Dubrovniku. Kad su partizani ušli u Dubrovnik, njega i gimnazijalce iz sjemeništa priključili su svojoj vojsci, a mnoge profesore odvezli su u smrt na Daksi. Mladi je vojnik prošao dug put, a ratno krštenje doživio je u Istri, u Pazu. Prebacivši se desantom s Cresa na istočnu istarsku obalu, iznenadili su u rano jutro Nijemce koji su se spremali napustiti Istru i krenuti u povlačenje, prema Trstu. U teškom okršaju poginuli su mnogi Nijemci. Nakon toga predvečer su stigli u Labin i opet iznenadili njemačke postrojbe. Nakon toga – put prema Trstu, i zatim preko Slovenije u Slavoniju. 

### Školovanje, predavanje i znanstveni rad
Nakon položene mature upisao se na Filozofski fakultet u Zagrebu, studijsku grupu hrvatski jezik i jugoslavenske književnosti i talijanski jezik i književnost. Nakon završenoga studija bio je srednjoškolski profesor u Dubrovniku, zatim asistent u Akademijinu institutu, a nakon toga asistent na Katedri za stariju hrvatsku književnost.
Doktorirao je radnjom Književno djelo Nikole Nalješkovića. Od 1966. je docent, izvanredni profesor od 1972., a od 1977. do umirovljena redovni profesor i voditelj Katedre za stariju hrvatsku književnost. Dvije godine bio je lektor hrvatskoga jezika u Firenci. Od 1977. je izvanredni, od 1991. redovni član Hrvatske akademije znanosti i umjetnosti u Razredu za književnost.
Osim na Filozofskom fakultetu predavao je često na Zagrebačkoj slavističkoj školi u Dubrovniku, na poslijediplomskom studiju u Zagrebu i Dubrovniku. Jedan je od utemeljitelja i voditelja Dana hvarskoga kazališta, na kojima je od 1973. redovito iznosio referate. Već kao mlad profesor u Dubrovniku surađivao je prilozima u novinama i časopisima te nema ozbiljnije hrvatske znanstvene publikacije u kojoj nije više puta surađivao prilozima (Dubrovnik, Forum, Republika, Zadarska revija, Croatica, Umjetnost riječi, Radovi Zavoda za slavensku filologiju, Anali Historijskog instituta JAZU u Dubrovniku, u zbornicima Dana hvarskog kazališta, u Radu Akademije i drugdje).
Stekavši doktorat znanosti, i napredujući u nastavničkoj karijeri i službi od asistenta do redovitoga profesora, a zatim i člana Akademije, Rafo Bogišić širio je i produbljivao svoje znanstvene interese od književnosti stvarane u renesansi u Dubrovniku na cjelokupno područje starije hrvatske književnosti i pisane kulture, od srednjega vijeka k našim danima. Gotovo da ne postoji važniji pisac starijega razdoblja, sa štokavskoga, čakavskoga ili kajkavskoga književnojezičnoga područja o kojemu Rafo Bogišić nije stručno i znanstveno pisao. Posebice se posvetio piscima koji su u našoj književnoj baštini značili cijeli program: Džore i Marin Držić, Nikola Nalješković, Marko Marulić, Ivan Gundulić.
Posebice je istraživao pojavu, rast i dostignuća hrvatske pastorale, koju je objavio u posebnoj monografiji. Sintetički je obradio književnost hrvatskoga prosvjetiteljstva u poznatoj Liberovoj Povijesti hrvatske književnosti. Za znamenitu antologijsku seriju Pet stoljeća hrvatske književnosti priredio je tri knjige zbornikâ stihova i proze: od 15. do 18. stoljeća, i posebne knjige s djelima Nalješkovića, Benetovića i Palmotića. I sam je svojim radom ušao u krug hrvatskih pisaca koji čine vrhunce hrvatske pisane kulture, zajedno s Miroslavom Šicelom, Franom Čalom, Stankom Lasićem i Radoslavom Katičićem. 
Priredio je nekoliko antologija hrvatske poezije starijega i novijega razdoblja, a njegova antologija Leut i trublja doživjela je nekoliko izdanja. Godine 1969. dobio je Nagradu Ivan Goran Kovačić za književnost, za knjigu u izdanju Matice hrvatske, O hrvatskim starim pjesnicima. Nakon toga uslijedile su i druge brojne knjige. Njegova suradnja s Maticom bila je trajna i postojana, i prije zabrane njezina rada, a napose kad se obnavljala za novi život, i kad je izabran za člana Glavnoga odbora.

## Djela
- O hrvatskim starim pjesnicima, Matica hrvatska, Zagreb 1968.;
- Pastorala u hrvatskoj književnosti (1971.)
- Leut i trublja, Školska knjiga, Zagreb 1971.;
- Nikola Nalješković, Rad JAZU, br. 357., Zagreb 1971.;
- Na izvorima, Čakavski sabor, Split 1976.;
- Književne rasprave i eseji, Čakavski sabor, Split 1979.;
- Riječ književna stoljećima, Školska knjiga, Zagreb 1982.;
- Akademija »Složnih« ("Dei concordi") u Dubrovniku 16. stoljeća, Hrvatsko filološko društvo, Zagreb 1986.;
- Marin Držić u književnim krugovima, JAZU, Zagreb 1986.;
- Mladi dani Marina Držića, Mladost, Zagreb 1987.;
- Tragovima starih, Književni krug, Split 1987.;
- Humanizam u sjevernoj Hrvatskoj, JAZU, Varaždin 1988.;
- Hrvatska pastorala, Zagreb 1989.;
- Tisuću života, jedan put, Izdavački centar Rijeka, Rijeka 1991.;
- Dnevnik Vladike Deše, Naprijed, Zagreb 1993.;
- Marin Držić sam na putu, HAZU, Zagreb 1996.;
- Zrcalo duhovno: književne studije, Hrvatska sveučilišna naklada, Zagreb 1997.;
- Vila Hrvatica - antologija hrvatskoga pjesništva humanizma i renesanse, Alfa, Zagreb 1998.

## Vanjske poveznice
Mrežna mjesta
- Bogišić, Rafo, Hrvatski biografski leksikon
- Bogišić, Rafo (Rafael), Leksikon Marina Držića